# Nyakyusa-Ngonde jezik
Nyakyusa-Ngonde jezik ( ikingonde, ikinyakyusa, kinyakyusa, konde, kukwe, mombe, ngonde, nkonde, nyakusa, nyekyosa, nyikyusa, sochile, sokile, sokili; ISO 639-3: nyy), jezik centralne bantu skupine, podskupine Nyakyusa (M.30), čiji je jedini predstavnik. Govori ga preko 1.1 milijun ljudi oko jezera Nyasa i Malawi u Tanzaniji i Malaviju. Većina govornika živi u Tanzaniji, 805 000  (2006). 
Etnička grupa na području Tanzanije naziva se Nyakyusa, dok one u Malaviju zovu Ngonde ili Nkonde. Postoji više dijalekata: nyakyusa, kukwe, mwamba (lungulu), ngonde, selya (salya, seria) i sukwa.

## Vanjske poveznice
- Ethnologue (14th)
- Ethnologue (15th)